# Burundi bwacu
Burundi bwacu, Burundi nostro in kirundi, è l'inno nazionale del Burundi, adottato nel 1962 in seguito all'indipendenza.
Il testo poetico venne scritto da un gruppo di autori, tra cui Joseph Rugomana e Timothée Karabagega, sotto la direzione di Jean-Baptiste Ntahokaja, un prete cattolico. Per la composizione musicale, il primo ministro Andrè Muhirwa incaricò un giovane seminarista che studiava nel seminario minore di Burasira di nome Marc Barengayabo. Questi, in occasione dell'ordinazione episcopale di monsignor André Makarakiza, aveva composto una canzone intitolata "Mirire" che aveva ottenuto una grande popolarità. L'abbè Barengayabo, oltre che un musicista, è stato anche un eminente giurista ed ha insegnato diritto civile e canonico all'università del Burundi e al seminario maggiore di Bujumbura. Insieme a numerose opere di diritto ha pubblicato Umurya w'uburundi, un repertorio di canti tradizionali del suo paese. È deceduto il 13 marzo 2013 all'età di 79 anni.

## Testo originale e traduzione
| Burundi bwacu, Burundi buhire Shinga icumu mu mashinga Gaba intahe y'ubugabo kubugingo. Warapfunywe ntiwapfuye, Warahabishijwe ntiwahababukwa. Uhagurukana (3 volte) ubugabo urikukira, Ukomerwa amashi n'amakungu, Uhabw ' impundu n'abawe Isamirane mu mashinga.(bis) Burundi bwacu, Ragi ry'abasokuru Ramutswa intahe n'ibihugu Ufatanije ishaka n'ubuhizi. Vuza impundu Wiganzuye uwakuganza.(bis) Burundi bwacu, Nkora mutima kuri twese Tugutuye amaboko, umutima n'ubuzima Imana yakuduhaye, ikudutungire. Horana ubumwe n'abagabo n'itekane. Sagwa n'urweze Sagwa n'amahoro meza. | Burundi nostro, Burundi sii benedetto Scaglia la lancia tra le nazioni Sii legittimamente autorevole col "bastone del coraggio". Tu sei stato ridimensionato, ma non sei morto, Tu sei stato percosso, ma non hai perso il respiro. Ti sei rialzato coraggiosamente per la tua indipendenza. Sii applaudito da tutte le nazioni, Ricevi le acclamazioni dai tuoi Risuonino ovunque nel mondo Burundi nostro, Eredità dei nostri avi Ricevi il saluto dei popoli Tu metti insieme la volontà e la bravura. Lancia il grido di gioia Ti sei sbarazzato del tuo oppressore. Burundi nostro, Caro al cuore di noi tutti Ti offriamo le braccia, il cuore e la vita Dio che ti ha donato a noi, ti guardi per noi. Resta sempre nell'unità dei veri uomini e nella serenità Deborda di gioia Deborda di vera pace. |